# Canon EOS M
Canon EOS M es va comercialitzar el 2012 i és la primera càmera de lents intercanviables sense mirall fabricada per Canon.
Aquesta, utilitza la muntura Canon EF-M amb un sensor d'imatge de 18 megapixels.
DPReview va assenyalar que l'EOS M és efectivament una versió en miniatura de la Canon EOS 650D, que es va presentar el juny de 2012, amb una interfície física més senzilla. La lletra M d'EOS M significa "mobilitat" i EOS significa "sistema electro-òptic".
Va ser substituïda per la Canon EOS M2 a finals de 2013; la Canon EOS M3 el febrer de 2015; la Canon EOS M10 l'octubre de 2015; la Canon EOS M6 l'agost de 2017; i la Canon EOS M50 el març de 2018.

## Disseny
La càmera té una pantalla tàctil de 3 polzades amb suport per a gestos multitàctils com ara pessigar per fer zoom, lliscar i tocar. La càmera utilitza un sensor APS-C de 18 megapíxels i un processador DIGIC 5, similar a la Canon EOS 650D.

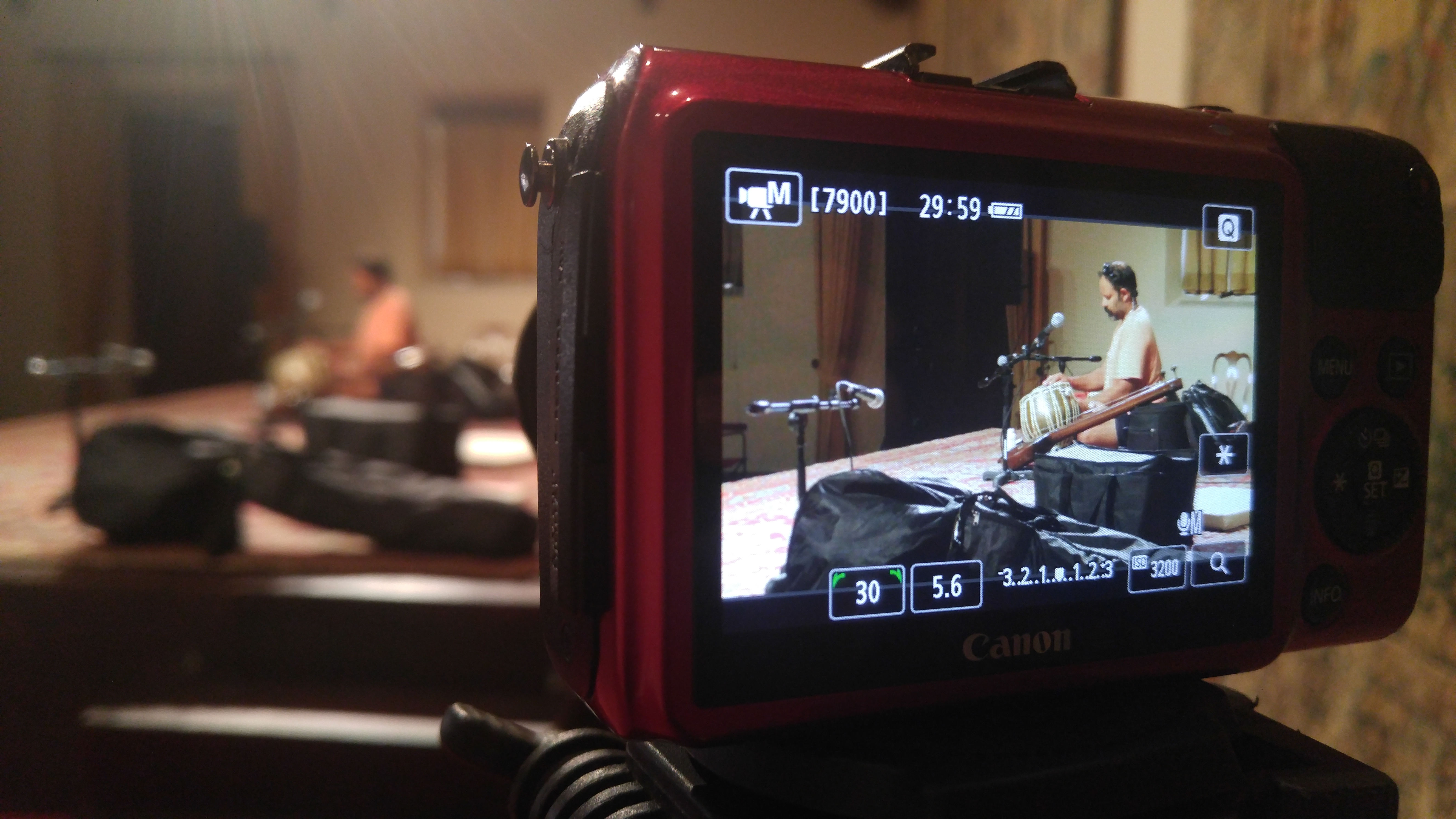
Canon EOS M (cos vermell) en un trípode amb configuració manual.

La càmera utilitza la muntura d'objectiu EF-M que pot acceptar lents Canon EF i EF-S amb un adaptador de muntura addicional. Encara així, Canon ha anat presentant al llarg dels anys diversos objectius amb muntura M per aquest sistema de càmeres.
Aquesta no inclou un flaix integrat, però es va presentar un flaix Canon Speedlite 90EX dedicat a aquest model, el qual en alguns mercats forma part d'un lot junt amb la càmera. La càmera és capaç de gravar vídeo HD de 720p a 60 fps o 50 fps i vídeo Full HD de 1080p a 30 fps, 24 fps o 25 fps.

### Actualitzacions de microcodi
El 27 de juny de 2013, es va llançar la versió de microcodi 2.0.2 la qual va millorar la velocitat d'enfocament en el mode AF d'un sol tir, entre altres correccions i millores. De fet, l'actualització del microcodi va millorar notablement la velocitat de l'EOS M respecte al microcodi inicial, però el seu rendiment d'enfocament automàtic encara no era tan ràpid com el de moltes altres càmeres compactes del sistema.
El 28 de novembre de 2016, es va llançar la versió de firmware 2.0.3. Segons la nota oficial: es corregeix un fenomen en què quan s'utilitza la càmera amb l'EF-S 18-135 mm f/3,5-5,6 IS USM o l'EF 70-300 mm f/4-5,6 IS II USM, fins i tot si la correcció de l'aberració de la lent està establerta a "Habilita", la correcció no s'aplicarà.

### Microcodi personalitzat
Magic Lantern és un complement de firmware de codi obert (GPL) per a algunes càmeres DSLR de Canon, que inclou millores per a vídeo i fotografia sense substituir el firmware d'estoc. La Canon EOS M és compatible amb el firmware de Magic Lantern.